# Kruisframe

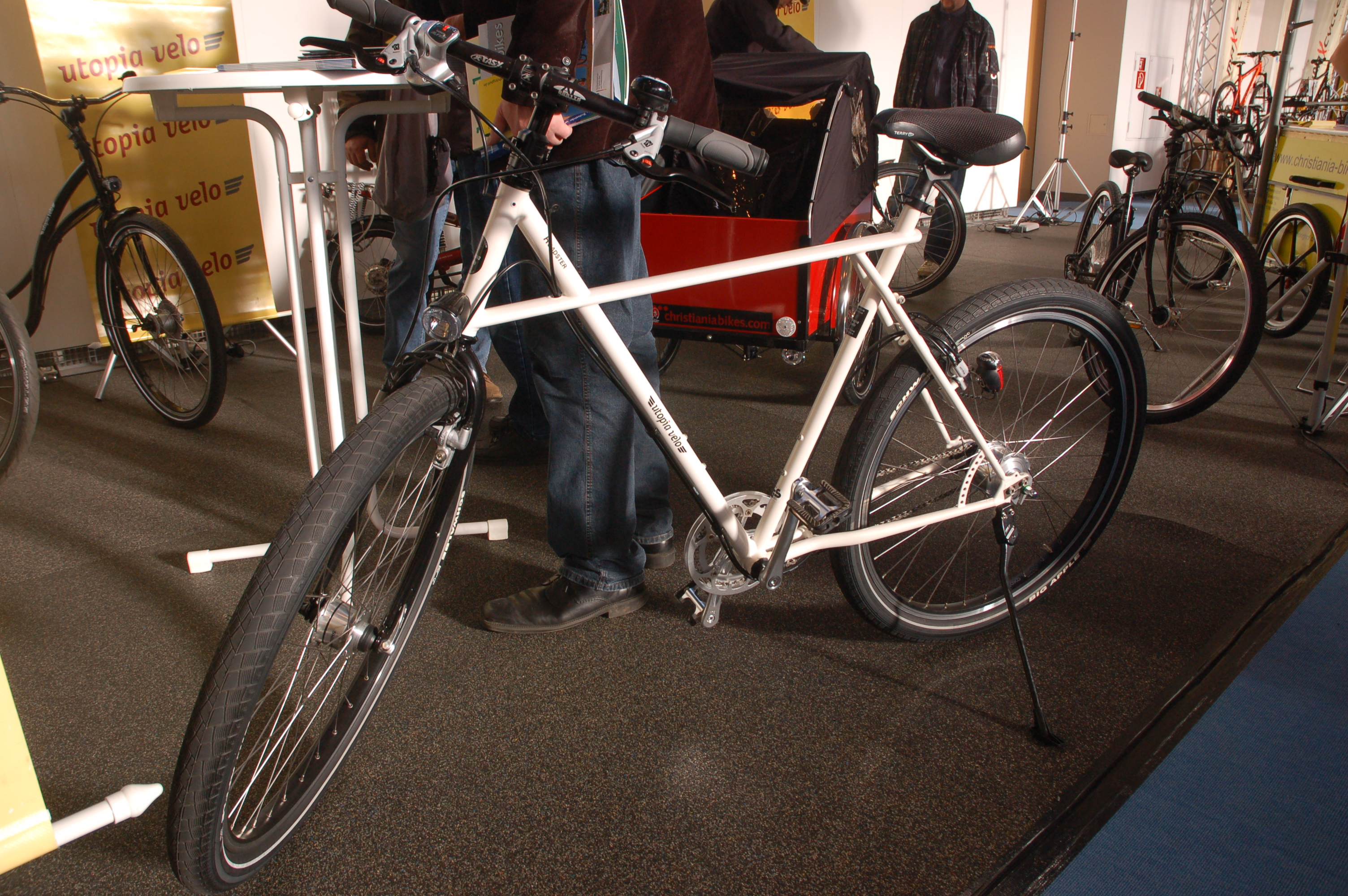
Moderne fiets met een kruisframe

Een kruisframe, ook wel onder meer Pastoorfiets of X-frame genoemd, is een bepaalde afwijkende manier van framebouw bij fietsen. Diverse manieren van de opbouw met de framebuizen worden onder kruisframes verstaan. Karakteristiek bij een kruisframe is veelal dat twee of meer framebuizen elkaar kruisen.
Het standaard fietsframe, het zogeheten diamantframe, werd reeds in de tweede helft van de 19e eeuw ontwikkeld met John Kemp Starleys veiligheidsfiets. Diverse andere framemodellen, zoals de eerste kruisframes, dateren ook uit deze periode.
Door de afwijkende framebouw ten opzichte van een diamantframe onderscheidt een kruisframe zich veelal door onder meer een stabieler frame dat meer gewicht kan dragen, hogere bouwkosten en hoger eigen gewicht.

## Galerij

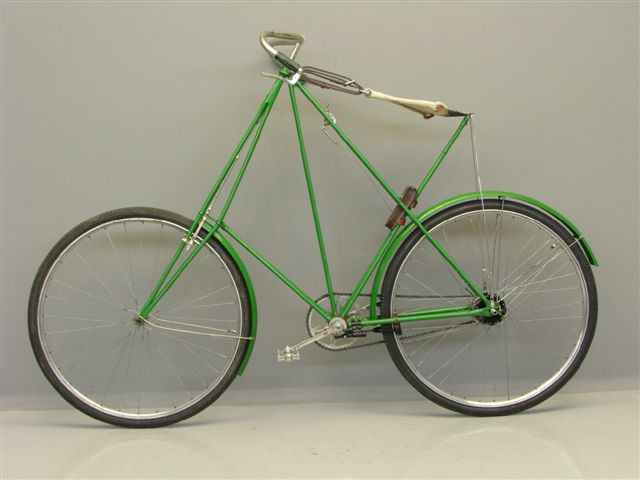
Dursley Pedersen uit omstreeks 1910 die ook wel tot de kruisframes wordt gerekend
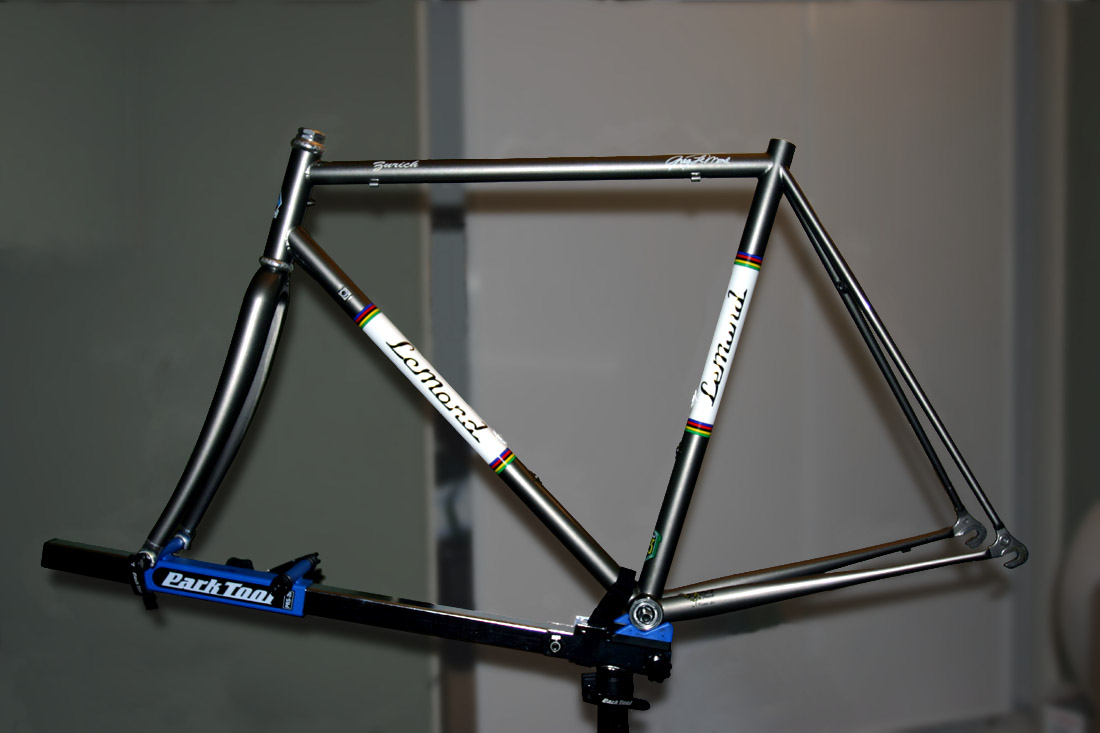
Diamantframe